# Sharon Clark
Sharon Clark (Seminole, Oklahoma, 15 de octubre de 1943) es una modelo y actriz estadounidense. FuePlaymate del Mes para el número de agosto de 1970 de la revista Playboy. Fue fotografiada por William Figge y Ed DeLong.

## Carrera
En 1971, a los 27 años de edad, se convirtió en la Playmate del Año de mayor edad, permaneciendo así durante 15 años, hasta que Kathy Shower, Miss Mayo de 1985, se convirtió en Playmate del año a la edad de 33 años.
Clark empezó a aparecer en películas y en series de televisión a finales de los 70. También fue conejita Playboy en el club St. Louis.

## Filmografía
- The Uninvited (1996) (TV)
- Auggie Rose (1993) (TV) .... Camarera
- For the Very First Time (1991) (TV) .... Kathy
- Lisa (1990) .... Pasajera del Porsche
- The Long Journey Home (1987) (TV) .... Policía
- The Little Dragons (1980) (acreditada como Sharon Weber) .... Ruth Forbinger
- CHiPs - "The Strippers" (1980) (como Sharon Weber) .... Shari
- The Billion Dollar Hobo (1977) .... Jen
- Los ángeles de Charlie - episodio "The Las Vegas Connection" (1977) .... Leora
- Lifeguard (1976) (como Sharon Weber) .... Tina